# Hermann Fobke
Hermann Franz Arthur Fobke (4 novembre 1899 à Greifswald-19 avril 1943 à Kerch) était un militant paramilitaire et un homme politique (NSDAP). De 1925 à 1928, Fobke occupe le poste de Gauleiter adjoint du Gau Hanovre-Süd.

## Biographie
Fobke était le fils de Gustav Fobke et de sa femme Katharina, née Schmelz. Après avoir fréquenté l'école primaire et un lycée humaniste à Stettin, Fobke a participé à la Première Guerre mondiale en tant que pionnier de juin 1917 à novembre 1918. Après la fin de la guerre, il a étudié le droit à l'université de Göttingen. En 1919, il devient membre du Deutschvölkischer Schutz- und Trutzbund avant de rejoindre le NSDAP pour la première fois en 1923.
Après la création du Stoßtrupps Adolf Hitler, garde personnelle du leader du NSDAP organisé selon un modèle paramilitaire, en mai 1923, Fobke devient membre de cette unité, avec laquelle il participe au coup d'État hitlérien des 8 et 9 novembre 1923. Après l'écrasement du coup d'État, Fobke est arrêté en avril 1924 avec 40 membres du Stoßtrupp, inculpé par le tribunal populaire de Munich et condamné à 15 mois de prison dans une forteresse avec la perspective d'une libération anticipée après quelques mois de détention. Dans la forteresse de Landsberg, il a partagé la captivité d'Adolf Hitler, Rudolf Hess, Hermann Kriebel, Friedrich Weber et 21 autres membres des "Stoßtruppmänner". Pendant son emprisonnement, Fobke a travaillé sur une thèse de droit, qu'il n'a jamais terminée.
En novembre 1924, il fut libéré de prison et retourna à Göttingen. Là, avec son camarade d'études et ami Ludolf Haase, il prit en charge le développement régional du mouvement nazi - et en particulier les préparatifs pour la création d'une section régionale du NSDAP après la restructuration prévisible du parti, alors encore interdit.
Après la levée de l'interdiction du parti, Fobke a de nouveau rejoint le NSDAP en mars 1925 (numéro de membre 2 775). En tant que bras droit de son ami Haase, devenu entre-temps le premier Gauleiter du Gau de Hanovre-Sud, il a été Gauleiter adjoint de cette région de 1925 à 1928. Dans cette fonction, Fobke participa le 10 septembre 1925 à Hagen, en Westphalie, à la fondation de la "Arbeitsgemeinschaft der Nord-und Westdeutschen Gaue der NSDAP", une union des Gauleiters de Rheinland-Nord et Süd, Westfalen, Hannover, Hannover-Süd, Hessen-Nassau, Lüneburg-Stade et Schleswig-Holstein, pour la coordination mutuelle des travaux d'organisation et de propagande. Les principaux participants à ce groupe de travail étaient Robert Ley, Heinz Haake, Franz Pfeffer von Salomon, Karl Dincklage, Otto Telschow, Hinrich Lohse, Theodor Vahlen, Ludolf Haase et Fobke ainsi que Gregor Strasser en tant que président et Joseph Goebbels en tant que directeur général. Le groupe de travail devait également faire contrepoids à la direction du parti à Munich, qui était à l'époque dominée par Hermann Esser. La majorité des dirigeants du NSDAP en Allemagne du Nord et de l'Ouest étaient extrêmement critiques à l'égard de cette direction du parti (et en particulier de l'influence d'Esser lui-même).
À partir de 1928, Fobke se retire de plus en plus sur le plan politique : de 1928 à 1932, il est directeur de la formation du district de Groß-Stettin, puis de 1932 à 1934, il est président du comité d'arbitrage du NSDAP pour la région de Poméranie (Gaugericht Pommern), ainsi que Gauinspektor (inspecteur régional) en Poméranie. En outre, Fobke était membre de la SA depuis mars 1925 et à nouveau depuis 1933, où il a été promu successivement au grade de Sturmführer (1er juillet 1933), Obersturmführer (9 novembre 1934) et Sturmbannführer (1935).
De juin 1942 à sa mort en avril 1943, Fobke a été le chef d'une unité spéciale de propagande dans le Caucase. Il est mort d'une crise cardiaque lors d'un raid aérien allié à Kertch.

## Sources et bibliographie
- (de) Cet article est partiellement ou en totalité issu de l’article de Wikipédia en allemand intitulé « Hermann Fobke » (voir la liste des auteurs).

- Kurt Pätzold/Manfred Weissbecker: Geschichte der NSDAP 1920-1945, 2009

1. ↑  TYRELL, Albrecht., Vom 'Trommler' zum 'Führer': der Wandel von Hitlers Selbstverständnis zwischen 1919 und 1924 und die Entwicklung der NSDAP, W. Fink, 1975 (ISBN 3-7705-1221-9 et 978-3-7705-1221-8, OCLC 1128311067, lire en ligne)